# From the Valley of the Missing
From the Valley of the Missing è un film muto del 1915 diretto da Frank Powell, basato sull'omonimo romanzo di Grace Miller White, pubblicato a New York nel 1911.
Tra gli interpreti, gli attori George e Vivian Tobin, che erano due gemelli.

## Produzione
Il film fu prodotto dalla Fox Film Corporation. Alcune fonti riportano che il titolo del film è Valley of the Missing.

## Distribuzione
Il copyright del film, richiesto da William Fox, fu registrato il 29 marzo 1915 con il numero LP6037.
Distribuito dalla Fox Film Corporation, il film uscì nelle sale cinematografiche statunitensi nel marzo 1915.
Non si conoscono copie ancora esistenti della pellicola che viene considerata presumibilmente perduta.